# Клинцівський заказник
Клинці́вський зака́зник — ентомологічний заказник місцевого значення в Україні. Об'єкт природно-заповідного фонду Рівненської області. 
Розташований у межах Дубенського району Рівненської області, неподалік від села Клинці. 
Площа  —  30 га. Статус надано згідно з рішенням облвиконкому від 22.11.1983 року № 343 (зміни згідно з рішенням облвиконкому від 18.06.1991 року № 98). Перебуває у віданні Гірницької сільської ради. 
Статус надано з метою збереження місць розмноження диких комах — джмелів, бджіл-запилювачів.